# Hindupur
Hindupur é uma cidade e um município no distrito de Anantapur, no estado indiano de Andra Pradexe.

## Geografia
Hindupur está localizada a 13° 50′ N, 77° 29′ L Coordenadas : minutos ou segundos > 60. Tem uma altitude média de 621 metros (2037 pés).

## Demografia
Segundo o censo de 2001, Hindupur tinha uma população de 125 056 habitantes. Os indivíduos do sexo masculino constituem 51% da população e os do sexo feminino 49%. Hindupur tem uma taxa de literacia de 62%, superior à média nacional de 59,5%: a literacia no sexo masculino é de 69% e no sexo feminino é de 55%. Em Hindupur, 13% da população está abaixo dos 6 anos de idade.